# Claude Louis Mathieu
Claude Louis Mathieu   (Mâcon, 25 de novembre de 1783 - París, 5 de març de 1875) va ser un matemàtic, astrònom i polític francès.

## Vida i Obra

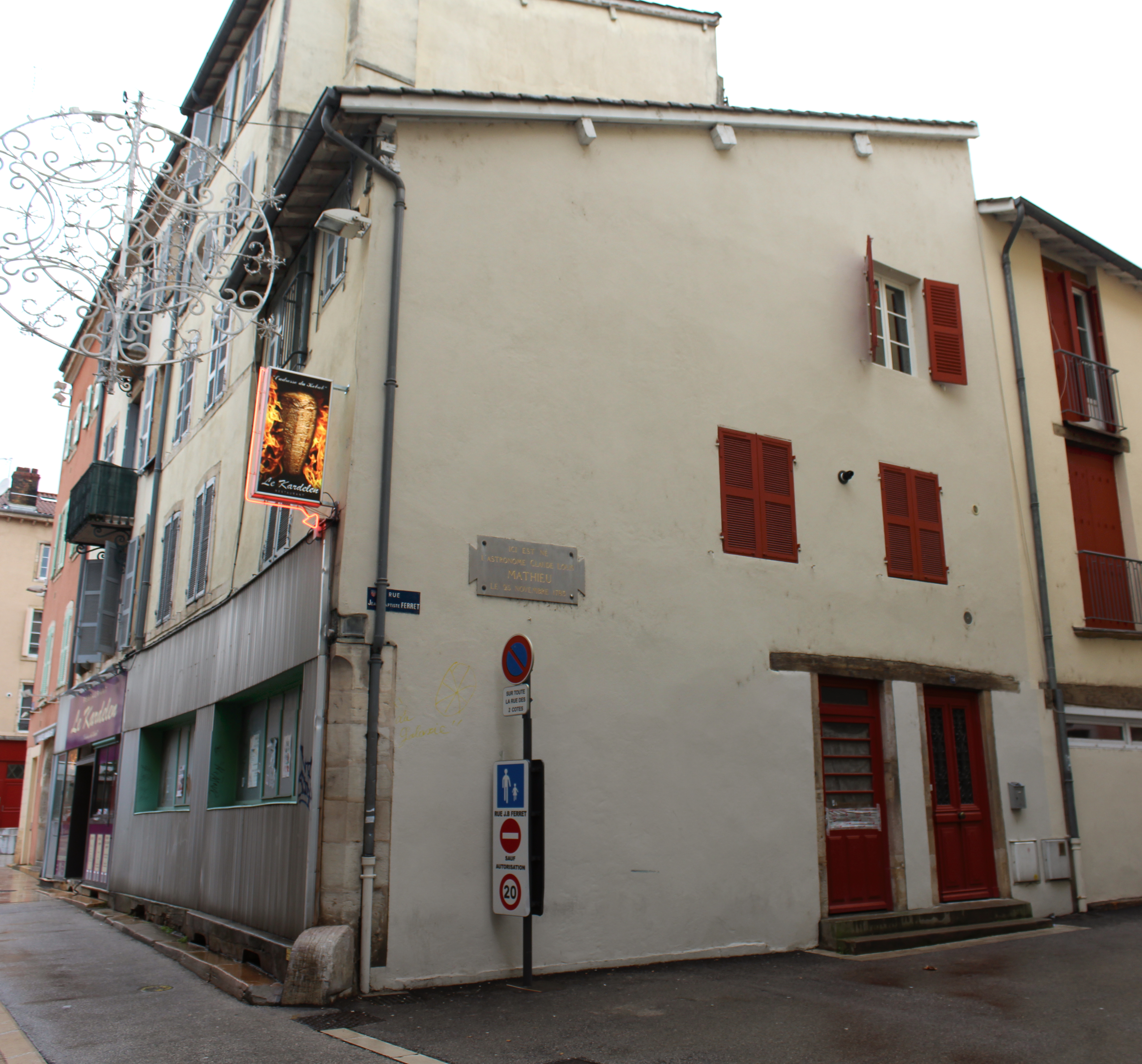
Casa natal de Mathieu a Mâcon.

Nascut en una família modesta, va rebre classes a la seva vila natal de l'Abbé Sigorgne, qui va convèncer son pare de les possibilitats intel·lectuals del seu fill i de que l'enviés a París, on va rebre suport financer de Delambre, qui li va proporcionar una habitació d l'observatori de París mentre estudiava a l'escola de Quatre Nations preparant l'examen d'ingrés a l'École Polytechnique. El 1803 ingressà a l'École Polytechnique, on va conèixer François Arago que va ingressar el mateix any, i amb qui estaria unit amb una forta amistat la resta de la seva vida.
Després de graduar-se al Polytechnique va estar un any estudiant de l'École des Ponts et Chaussées i el 1806 va ser nomenat secretari del Bureau des Longitudes en substitució del seu amic Arago que havia marxat a les Balears per calcular la longitud del meridià terrestre.
El 1821 es va casar amb Gaudèrique Margherite Guidette Arago, germana del seu amic, amb qui va tenir un fill, François Charles, i una filla, Lucie, que es casaria amb l'astrònom Ernest Laugier.
A partir de 1822, en morir Delambre, Mathieu va revisar i reescriure les seves notes per la Història de l'Astronomia en el segle xviii, que es va publicar el 1827.
Com a membre titular del Bureau des Longitudes, va ser l'encarregat d'editar les publicacions Connaisance des Temps i  Annuaire du Bureau des Longitudes, en les cada any incorporava les millores que reclamaven els geògrafs i els marins.
Mathieu, com el seu amic Arago, també va ser actiu en política, sent diputat per la seva regió de 1834 a 1849. Els seus col·legues a la Cambra de Representants li sotmetien els problemes científics i va ser força actiu en la implantació del sistema mètric decimal, presidint, quan ja tenia quasi 90 anys la Comissió Internacional del Metre.